# Mucor renisporus
Mucor renisporus är en svampart som beskrevs av K. Jacobs & Botha 2008. Mucor renisporus ingår i släktet Mucor och familjen Mucoraceae.   Inga underarter finns listade i Catalogue of Life.